# ころんでポックル
『ころんでポックル』は、いがらしゆみこによる日本の漫画作品。
『なかよし』（講談社）にて1982年7月号から1983年11月号まで連載された。

## 書誌情報
- ころんでポックル 1 1982年10月5日 ISBN 978-4061084209
- ころんでポックル 2 1983年5月6日 ISBN 978-4061084391
- ころんでポックル 3 1983年12月6日 ISBN 978-4061084520